# NRD1
NRD1‏ (Nardilysin convertase) هوَ بروتين يُشَفر بواسطة جين NRD1 في الإنسان.